# Gottlob Theuerkauf

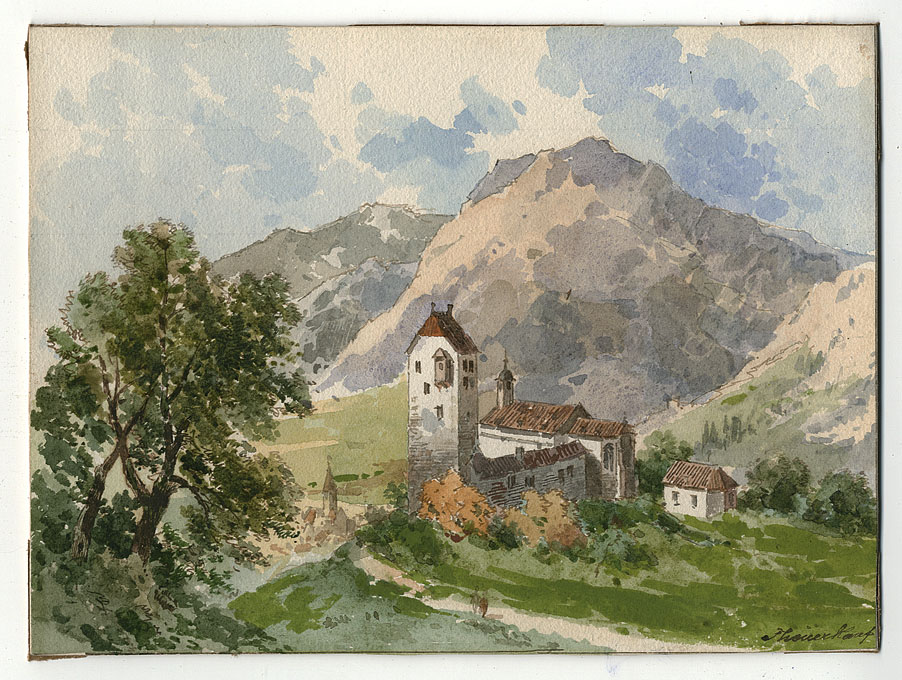
Aquarell von Gottlob Theuerkauf

Christian Gottlob Heinrich Theuerkauf (* 21. Januar 1833 in Kassel; † 5. März 1911 ebenda) war ein deutscher Maler und Lithograf.

## Leben
Theuerkauf, der in jungen Jahren die Kunst der Lithografie in Kreidetechnik erlernte, besuchte im Zuge seiner künstlerischen Ausbildung auch die Kunstakademie Kassel. Ab 1848 trat er mit eigenen Arbeiten hervor. Im Jahr 1851 ging er nach Berlin, wo er Landschaften und Architekturbilder lithographierte und für den Holzschnitt zeichnete. Theuerkauf fertigte zahlreiche Illustrationen für auflagenstarke Publikationen seiner Zeit, darunter die Illustrirte Zeitung, Die Gartenlaube und Über Land und Meer. Darüber hinaus erschienen seine Werke auch in Büchern. Er schuf Ansichten zahlreicher deutscher und europäischer Städte und Gebäude. Ab 1875 wandte er sich zusätzlich der Aquarellmalerei zu.
1890 habilitierte sich Theuerkauf an der Technischen Hochschule Berlin in Charlottenburg, war dort anschließend zunächst als Privatdozent für Aquarellieren sowie Architektur- und Landschaftsmalerei tätig und wurde 1895 zum Professor ernannt. Bis 1904 lehrte er an der Hochschule Landschaftsmalerei.
Seinen Lebensabend verbrachte Theuerkauf in seiner Heimatstadt Kassel, wo er 1911 starb. 1898 veröffentlichte er das in nordhessischem Dialekt abgefasste autobiografische Mundart-Bändchen Uß den Kännerjohren. Erinnerungen eines alten Kasselaners in Kasseler Mundart. Es gab noch weitere mundartliche Schriften von ihm, Mangel und Iwwerfluss und Vun unse alen Bergergarde.